# Lijst van personages uit The 100

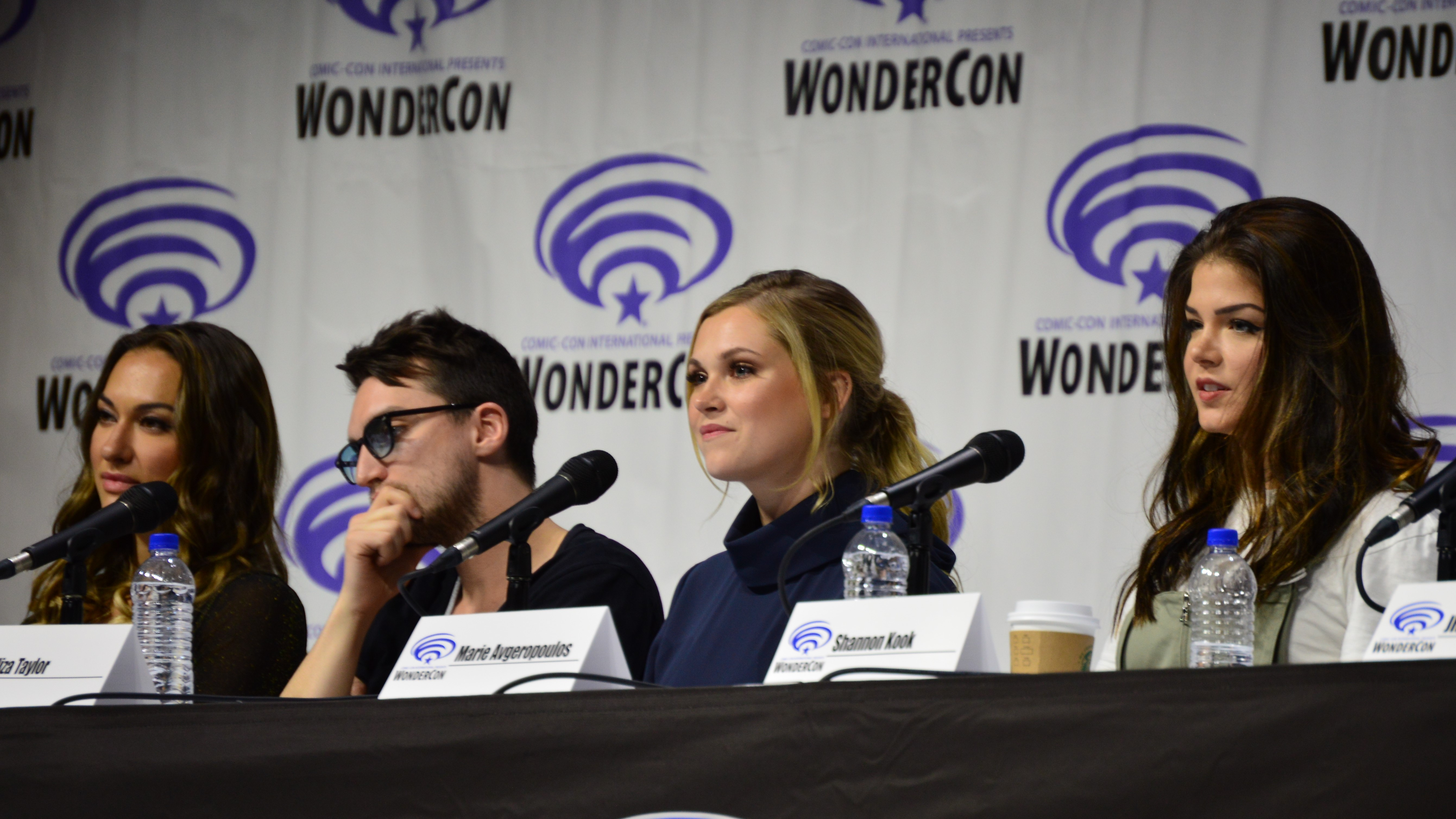
Een deel van de cast in 2019

Dit is een lijst van personages uit de Amerikaanse post-apocalyptische dramaserie The 100.

## Skaikru
- Eliza Taylor als Clarke Griffin, dochter van dr. Abigail Griffin. Ze werd opgesloten naar aanleiding van haar daden na de misdaden van haar vader, die werd geëxecuteerd na een poging te hebben gedaan de inwoners van de Ark in te lichten over de snel verslechterende leefomstandigheden in de Ark. Ze hield Wells Jaha lang verantwoordelijk voor de dood van haar vader, alvorens te realiseren dat het haar moeder was die haar vader had verraden. Op aarde wordt ze neergezet als vrij welwillend, met natuurlijke leiderschapskwaliteiten. Ze probeert altijd het beste te doen voor "haar" mensen, en heeft het vaak zwaar onder de druk van moeilijke beslissingen en de vijandelijke doden die op haar naam komen te staan vanwege haar reddingsacties. Op een gegeven moment wordt ze door de Grounders "Wanheda", commandant des doods, genoemd.
- Paige Turco als dr. Abigail "Abby" Griffin (seizoen 1-6), moeder van Clarke. Ze is het hoofd van de medische afdeling en de belangrijkste voorstander van onderzoek naar de bewoonbaarheid van de aarde. Haar man was hoofdingenieur Jake Griffin. Eenmaal op de aarde wordt ze kanselier, totdat ze die rol bij de verkiezingen moet overdragen aan Charles Pike.
- Bob Morley als Bellamy Blake, broer van Octavia. Nadat hij hoorde over de lancering naar de aarde, sloop hij, vastberaden om zijn zus te beschermen, aan boord van het ruimtevoertuig. Op aarde neemt hij vanaf het begin een leidersrol op zich.
- Marie Avgeropoulos als Octavia Blake, zus van Bellamy. Ze werd vanwege de eenkindpolitiek verborgen gehouden door haar ouders en werd opgesloten toen ze werd ontdekt. Haar moeder werd ter dood veroordeeld wegens het breken van de regels. Op aarde ontwikkelt ze zich tot een bekwaam strijdster. In seizoen 5 wordt ze onder de naam "Blodreina" koningin van de bunker. Ze regeert met harde hand en laat misdadigers met elkaar vechten in een arena.
- Thomas McDonell als Finn Collins (seizoen 1-2), een sluwe, amusante en roekeloze tiener die altijd op zoek is naar plezier en avontuur. Op aarde wordt hij verliefd op Clarke en die gevoelens blijken wederzijds te zijn.
- Christopher Larkin als Monty Green (seizoen 1-5), een slimme en technisch begaafde tiener die een waardevolle aanwinst is voor de groep op aarde vanwege zijn intellect. Zijn ouders waren verantwoordelijk voor de farmaceutica op de Ark. In seizoen 5 offert hij zich op voor de overlevenden, zodat zij een nieuwe planeet kunnen bereiken.
- Devon Bostick als Jasper Jordan (seizoen 1-4), een extraverte, avontuurlijke jongen, die zijn leven riskeerde om Octavia te redden. Doordat hij geraakt werd door een speer ontdekte de groep dat ze niet de enigen op aarde waren. Later kreeg hij een relatie met een meisje uit Mount Weather. Nadat hij haar verliest, raakt hij verslaafd aan alcohol.
- Jarod Joseph als Nathan "Nate" Miller. Hij blijkt al snel een goede vechter te zijn en wordt in de bunker een van de belangrijkste bewakers van Blodreina.
- Henry Ian Cusick als Marcus Kane (seizoen 1-6). Hoewel zijn eerste plan was om de overlevenden op de Ark te laten sterven, voelt hij zich later schuldig en rust hij niet tot iedere overlevende veilig is. Kane krijgt een relatie met Abby Griffin.
- Lindsey Morgan als Raven Reyes, een monteur aan boord van de Ark die zichzelf, in opdracht van Abigail Griffin, lanceert naar de aarde. Zij heeft een relatie met Finn Collins, een van de 100. Raven helpt de 100 om te communiceren met de Ark. Later verliest ze de controle over haar been, nadat hierin is geschoten door John Murphy. In seizoen 5 krijgt ze een relatie met Miles Shaw.
- Richard Harmon als John Murphy. Hij werd verbannen uit het kamp van de 100 na het nastreven van het vermoorden van Charlotte uit wraak voor de dood van Wells, waardoor zij zelfmoord pleegde. Hij keert later terug, na te zijn ontsnapt bij de Grounders, hoewel hij zwaar is toegetakeld en een virus draagt waarmee een groot deel van de 100 wordt besmet. Hij lijkt de groep te hebben vergeven voor zijn verbanning. Hoewel hij altijd voor zichzelf kiest, blijkt hij daarna toch nog erg belangrijk voor de groep.
- Sachin Sahel als Eric Jackson, een arts en de rechterhand en vertrouweling van dr. Griffin.
- Isaiah Washington als Thelonious Jaha (seizoen 1-5), vader van Wells en de gekozen kanselier van de Ark. Hij speelt een belangrijke rol bij het verspreiden van de chip van A.L.I.E., die de mensen naar de City of Light brengt.
- Eli Goree als Wells Jaha (seizoen 1), voormalig beste vriend van Clarke en zoon van de kanselier van de Ark. Hij pleegde bewust een misdrijf toen hij hoorde over de lancering, zodat hij Clarke, voor wie hij gevoelens heeft, zou kunnen beschermen. Clarke gelooft dat hij de oorzaak is van de dood van haar vader, terwijl dit haar moeders schuld was. Wells wordt vermoord door Charlotte.

## Grounders
- Tasya Teles als Echo, spion voor Azgeda. Ze verschijnt voor het eerst als ze vastzit in Mount Weather met Bellamy. Later blaast ze voor Azgeda Mount Weather op in de hoop een oorlog te ontketenen. In seizoen 4 keert ze terug als bodyguard van koning Roan van Azgeda en maakt zich niet geliefd door haar poging om Octavia te doden. Door daarna de levens van Clarke, Bellamy en de anderen te redden, ontsnapt ze aan Praimfaya door met hen de ruimte in te gaan. Daar krijgt ze een relatie met Bellamy. In seizoen 6 komt aan het licht dat ze eigenlijk geboren is als Ash en de echte Echo als jong meisje door haar gedood is uit zelfverdediging. Gedwongen door koningin Nia nam Ash daarna de identiteit aan van Echo en ging spioneren voor Azgeda.
- Alycia Debnam-Carey als Lexa (seizoen 2-3), commandant van de Grounders. Ze speelt een grote rol in de korte tijd van vrede tussen de bewoners van de Ark en de Grounders. Haar leger en de mensen van de Ark werken samen om zowel Grounders als jongeren van de 100 uit Mount Weather te bevrijden. Ze verraadt echter het verbond door een deal te sluiten met Mount Weather om haar mensen vrij te laten, maar de mensen van de Ark niet. Clarke neemt haar dit erg kwalijk, maar als de vrede tussen de Grounders en de mensen van de Ark onder druk komt te staan door onder andere de nieuw gekozen kanselier Charles Pike, wordt ze gedwongen weer met Lexa samen te werken. Lexa en Clarke krijgen uiteindelijk een romantische relatie.
- Lola Flanery als Madi, een meisje dat door haar nachtbloed Praimfaya wist te overleven. Clarke vindt haar in de laatste bewoonbare vallei op aarde en aanvaardt haar als haar eigen dochter. Later wordt Madi vanwege haar nachtbloed commandant.
- Luisa D'Oliveira als Emori (seizoen 2-7). Emori was op zoek naar de City of Light, toen ze de groep van John Murphy en Thelonious Jaha tegen kwam. Ze is verstoten door haar Clan, vanwege de mutatie aan haar hand. Al snel krijgt ze een relatie met Murphy, wie haar accepteert zoals ze is. In seizoen 4 vertrekt ze ook naar de Ring, waar ze Praimfaya overleeft. Hier leert ze veel van Raven, die haar onder andere uitlegt hoe je een raket bestuurt.
- Jessica Harmon als Niylah (seizoen 3-7) beheerde een handelspost en leerde daar Clarke kennen, met wie ze een romantische verhouding aanging. Ze overleeft Praimfaya in de Second Dawn bunker, en assisteert Abby vaak bij medische operaties.
- Ricky Whittle als Lincoln (seizoen 1-3). Hij wordt verliefd op Octavia, voor wie hij zijn eigen groep verraadt. Hij vertrekt wanneer oorlog dreigt uit te breken, maar komt later terug voor Octavia.
- Adina Porter als Indra, de vroegere rechterhand van commandant Lexa. Later leidt ze Octavia op tot krijger en wordt ze haar rechterhand. Indra heeft een dochter, Gaia.
- Tati Gabrielle als Gaia, dochter van Indra. Gaia is in tegenstelling tot haar moeder geen vechter. Ze gelooft heilig in de commandant en doet er alles aan om de "Flame" te beschermen.
- JR Bourne als Sheidheda (seizoen 6 & 7). The Dark Commander. Ooit was hij Commander op Aarde en vermoorde iedereen die niet voor hem knielde. Eerst leefde hij voort in de Flame, op deze manier manipuleerde hij Madi. Later heeft hij zichzelf geüpload naar de mind-drive van Russell Lightbourne, waardoor Sheidheda bezit nam van zijn lichaam en weer de macht over de Grounders kan overnemen.

## Eligius Corporation
- Ivana Milicevic als Charmaine Diyoza. Ze is de leider van de groep gevangenen op Eligius IV.
- Jordan Bolger als Miles Shaw (seizoen 5-6). Hij werd tijdens de muiterij op Eligius IV, nog voor de eerste nucleaire ramp, als enige crew-lid niet vermoord door de gevangenen aan boord, omdat hij de enige was die het schip naar de aarde kon sturen. In seizoen 6 sterft hij doordat hij wordt geëlektrocuteerd door het elektrische schild in Sanctum.
- William Miller als Paxton "Graveyard" McCreary (seizoen 5), een moordlustige gevangene aan boord van de Eligius IV die met de Gagarin op aarde komt.

## Inwoners van Sanctum
- JR Bourne (Host VII) en Sean Maguire (Prime) als Russell Lightbourne. Hij was lid van het onderzoeksteam op Eligius III en ontdekte Sanctum. Door middel van Hosts is hij bijna 300 jaar later nog steeds de leider van Sanctum.
- Paige Turco (Host VII), Tattiawna Jones (Host VI) en Chelah Horsdal (Prime) als Simone Lightbourne (seizoen 6), vrouw van Russell Lightbourne. Ze regeert samen met haar man reeds bijna 300 jaar over Sanctum.
- Eliza Taylor (Host VIII), Skylar Radzion (Host II) en Sara Thompson (Prime) als Josephine Lightbourne (seizoen 6), dochter van Russell en Simone Lightbourne. In seizoen 6 wordt Clarke haar achtste Host, maar de geest van Clarke blijft ook actief.
- Ashleigh LaThorp als Delilah Workman (seizoen 6), dochter van de eigenares van de bar in Sanctum. Ze krijgt een relatie met Jordan Green. Delilah heeft nachtbloed en wordt daarom een nieuwe Host.
- Chuku Modu (Host) als Gabriel Santiago. Hij was het niet eens met het feit dat de Primes zich als goden laten vereren en werd daarom opstandig. Vlak voordat hij daarvoor op de brandstapel zou eindigen, ontsnapte hij. Hij stichtte nederzettingen buiten Sanctum en zijn volgelingen zijn bekend als de "Kinderen van Gabriel". Deze groep heeft een grote haat tegenover de Primes, hun motto is dan ook: Dood aan de Primes!.

## Terugkerende personages
- Alessandro Juliani als Jacapo Sinclair (seizoen 1-4), een technicus op de Ark.
- Michael Beach als Charles Pike (seizoen 3), komt van de landbouwafdeling en heeft ook nog les gegeven aan de 100. Hij wordt bij een nieuwe verkiezing verkozen als kanselier en heeft een compleet andere aanpak dan zijn voorganger. Hij stelt zijn volk op de eerste plaats en daarvoor moeten veel Grounders wijken. Zijn agressieve houding brengt de vrede tussen de Grounders en de bewoners van de Ark erg in gevaar.
- Chelsey Reist als Harper McIntyre (seizoen 1-5), een van de 100. Ze offert zich in seizoen 5 samen met Monty op om de rest van de overlevenden te helpen om een nieuwe thuis te vinden op een andere planeet.
- Shannon Kook als Jordan Green (seizoen 5-6), de zoon van Harper en Monty. Hij groeit op op het schip Eligius IV en is dus onder de indruk van alles wat hij in Sanctum tegenkomt.
- Erica Cerra als Becca Franco (seizoen 3-7). Becca was een wetenschapster die A.L.I.E. heeft gecreëerd. Uit angst voor wat A.L.I.E. op aarde kon aanrichten, vertrok ze naar haar ruimtestation Polaris, het enige ruimtestation dat zich niet bij de Ark voegde. Hier vond ze onder andere A.L.I.E. 2.0, ook bekend als de Flame, uit én een manier om nachtbloed te maken. De Eligius Corporation ontving het nachtbloedserum van Becca om de bemanning van Eligius III te beschermen tegen de straling van de twee zonnen op Sanctum. Vlak voor de samenvoeging van de Ark vertrok Becca naar de verwoeste aarde, waar zij, geïmplanteerd met de Flame, de eerste commandant werd.
- Shelby Flannery als Hope Diyoza (seizoen 7). De dochter van Charmaine Diyoza. Een goede vriendin van Octavia en Echo, door wie ze mede is opgevoed.
- John Pyper-Ferguson als Bill Cadogan (seizoen 4 en 7). Cadogan is de grondlegger van de Second Dawn, en de opdrachtgever van de bouw van de Second Dawn Bunker waar Wonkru Praimfaya heeft overleefd. Later is hij via een Anomaly steen naar Bardo gereisd, waar hij nog altijd de leider is van de Discipelen.
- Neal McDonough als Anders. Anders is waarnemend leider over de Discipelen en woont in de bunker op Bardo. Hij heeft zijn leven gewijd aan het dienen van The Sheppard, Bill Cadogan.

## Overige gastrollen
- Chris Browning als Jake Griffin, man van Abigail Griffin en vader van Clarke. Hij was degene die ontdekte dat de inwoners van de Ark niet lang meer te leven hadden. Toen hij dat aan de inwoners probeerde te vertellen, werd hij ter dood veroordeeld. Clarke, die op de hoogte was van zijn plannen, werd opgesloten.
- Terry Chen als commandant Shumway (seizoen 1). Hij doet zich voor als een hardwerkende arbeider die zijn orders opvolgt, maar heeft zijn eigen plannen en begaat enkele strafbare misdrijven op de Ark. Zijn plan om Bellamy kanselier Jaha te laten vermoorden wordt later door Bellamy opgebiecht en Shumway wordt door raadsvrouw Diana ter dood veroordeeld.
- Kate Vernon als raadsvrouw Diana Sydney (seizoen 1), een vrouw die lange tijd deel uitmaakte van de Raad alvorens af te treden. Ze ziet Jaha als een slechte leider en maakt plannen om hem opzij te zetten. Dit mislukt, maar samen met haar team weet ze wel een schip te lanceren richting de aarde. Dit schip stort echter neer op aarde en Diana is vermoedelijk overleden.
- Izabela Vidovic als Charlotte (seizoen 1), een 13-jarig meisje. Ze pleegde zelfmoord nadat Murphy dreigde andere kampleden te vermoorden als ze niet met hem mee zou gaan.
- Dichen Lachman als Anya (seizoen 1-2), een van de legeraanvoerders van de Grounders.
- Joseph Gatt als Tristan (seizoen 1-2), een andere officier van de Grounders.
- Shawn Mendes als Macallan (seizoen 3), een pianospeler die de single Add it up ten gehore brengt.